# Кампитело (Перуђа)
Кампитело је насеље у Италији у округу Перуђа, региону Умбрија.
Према процени из 2011. у насељу је живело 64 становника. Насеље се налази на надморској висини од 659 м.